# Hypertrocta
Hypertrocta é um gênero de traça pertencente à família Arctiidae.